# Tjendo Samuel
Tjendo Wallis Samuel (Amsterdam, 19 december 1989) is een Nederlandse atleet. Zijn specialiteit ligt op de 110 m horden.

## Loopbaan
Samuel begon op zijn achtste met atletiek. Als junior deed hij mee aan de wereldkampioenschappen voor junioren in Polen. Bij de Nederlandse kampioenschappen van 2011 veroverde hij voor de eerste maal een zilveren medaille, achter Marcel van der Westen. In de volgende jaren wist hij dit op de NK's te herhalen, nu echter steeds als tweede achter Koen Smet. Tezamen met een identieke plak die hij in 2012 op de 60 m horden tijdens de NK indoor in 2012 behaalde achter meerkamper Pelle Rietveld, heeft Samuel nu al vier zilveren NK-medailles in zijn bezit.    
Tjendo Samuel is de broer van Jamile Samuel. Evenals zijn zuster is hij lid van de Amsterdamse atletiekvereniging Phanos.

## Persoonlijke records
| Discipline         | Prestatie          | Datum            | Plaats    |
| ------------------ | ------------------ | ---------------- | --------- |
| 60 m horden (ind.) | 7,88 s             | 26 februari 2012 | Apeldoorn |
| 110 m horden       | 13,99 s (+0,7 m/s) | 11 juli 2013     | Kazan     |

## Palmares

### 60 m horden
- 2010: 6e NK indoor – 8,16 s
- 2011: DQ NK indoor
- 2012:  NK indoor – 7,88 s
- 2013: 4e NK indoor – 8,02 s
- 2014: 4e NK indoor – 7,94 s
- 2015: 4e NK indoor – 8,02 s (in serie 7,94 s)

### 110 m horden
- 2008: 5e in serie WJK (horden 99,0 cm) - 15,13 s
- 2009: 7e NK – 15,05 s
- 2010: 6e NK – 14,65 s
- 2011:  Eef Kamerbeek Games te Eindhoven - 14,45 s
- 2011:  NK – 14,17 s
- 2012:  Flynth recordwedstrijden te Hoorn - 14,23 s
- 2012: 9e FBK Games - 14,33 s
- 2012:  Gouden Spike - 14,05 s
- 2012:  NK –  14,21 s
- 2013: 4e in serie Universiade - 13,99 s
- 2013:  NK – 13,81 s
- 2014:  NK – 13,82 s
- 2015:  NK – 13,99 s (+2,2 m/s)